# Stenellipsis flavolineata
Stenellipsis flavolineata là một loài bọ cánh cứng trong họ Cerambycidae.